# Calathea marantifolia
Calathea marantifolia là một loài thực vật có hoa trong họ Marantaceae. Loài này được Standl. mô tả khoa học đầu tiên năm 1927.

## Hình ảnh

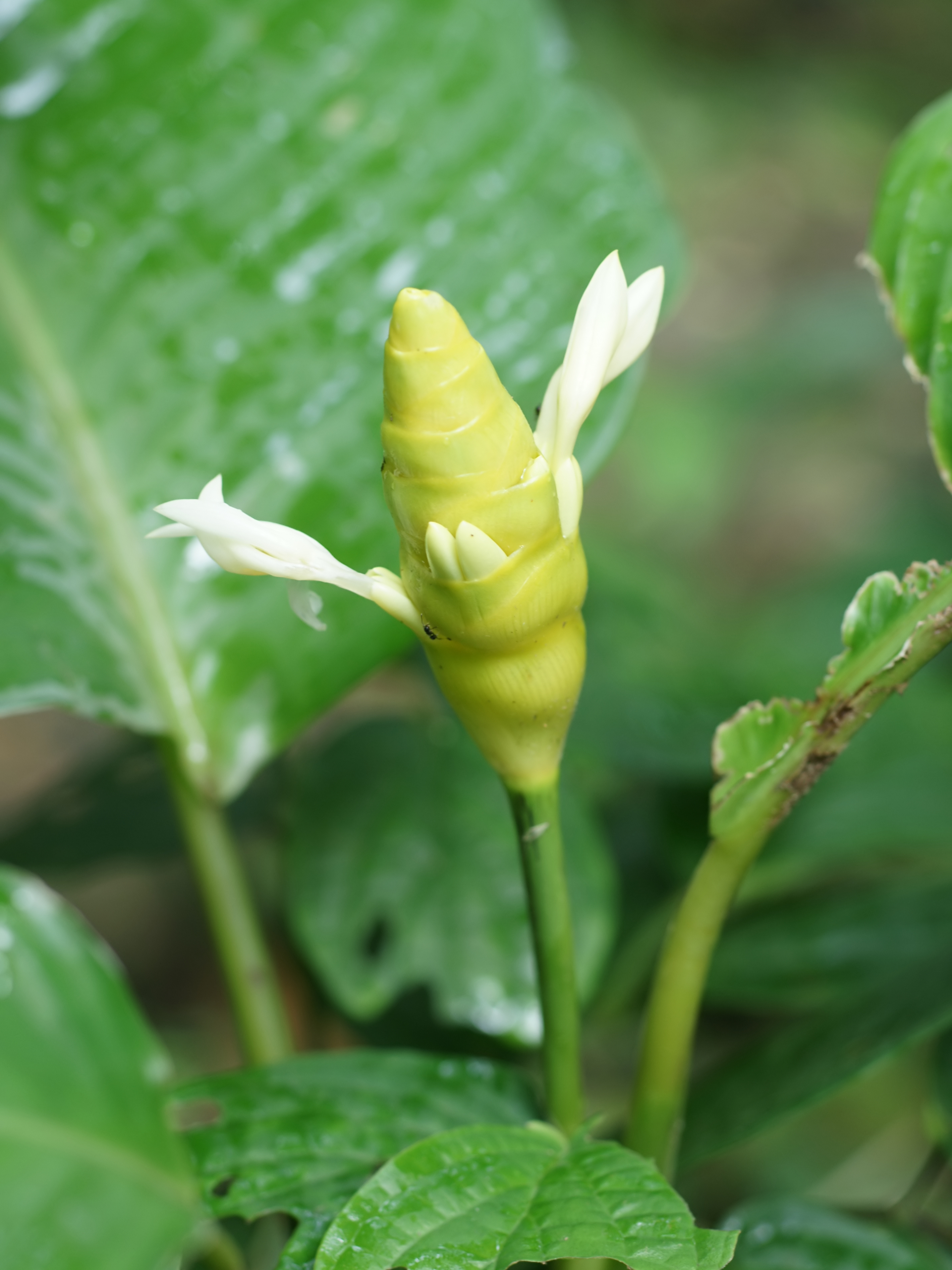